# Odd Pettersen
Odd Pettersen (29 dicembre 1926 – 6 luglio 2008) è stato un calciatore norvegese, di ruolo centrocampista.

## Carriera

### Club
Pettersen vestì la maglia del Sarpsborg.

### Nazionale
Conta una presenza per la Norvegia. Il 4 luglio 1954, infatti, fu in campo nella sconfitta per 1-0 contro l'Islanda.

## Palmarès

### Club

#### Competizioni nazionali
- Coppa di Norvegia: 1

Sarpsborg: 1951